# Stocherkahnrennen

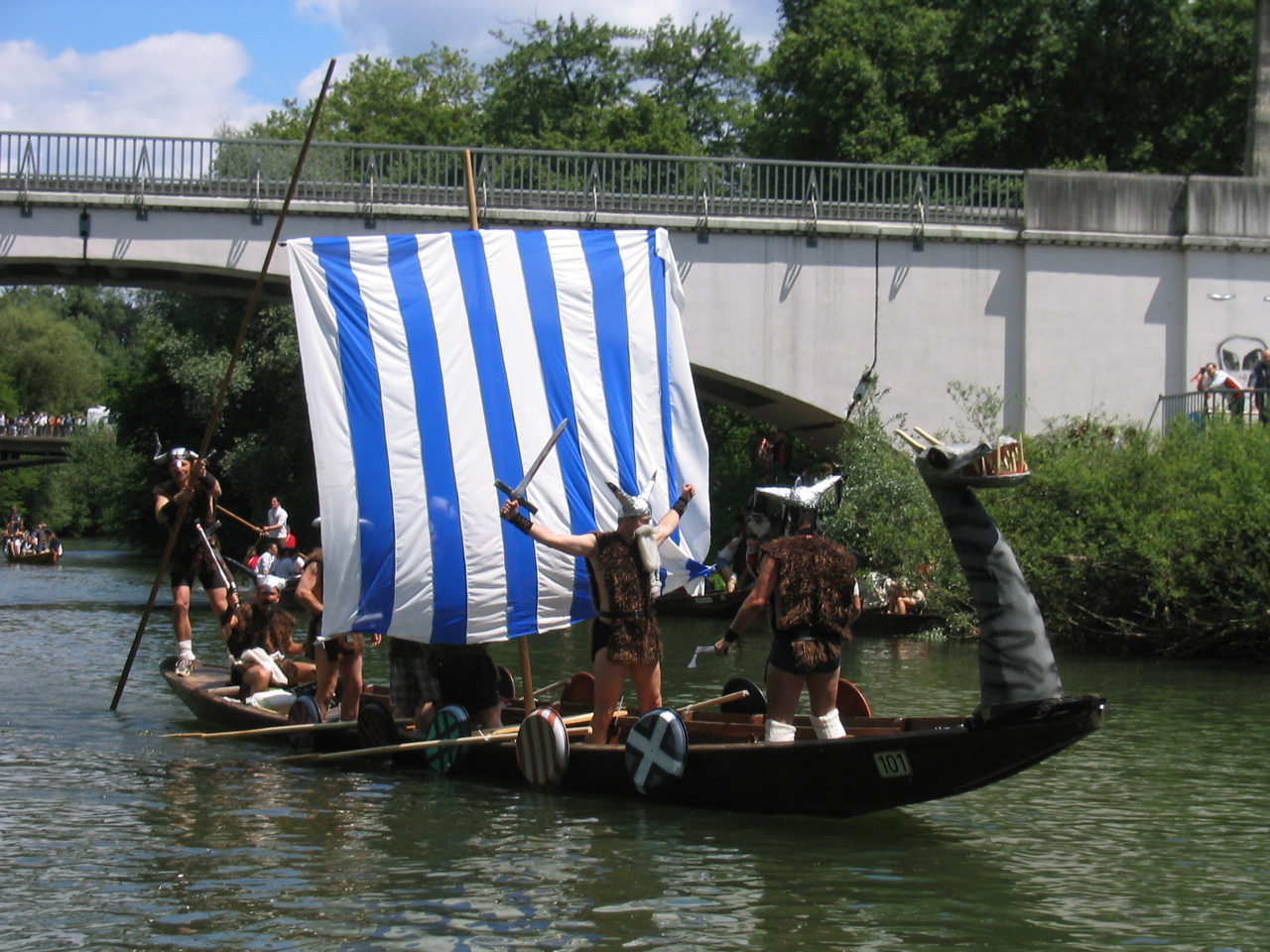
Kostümwettbewerb (2005)

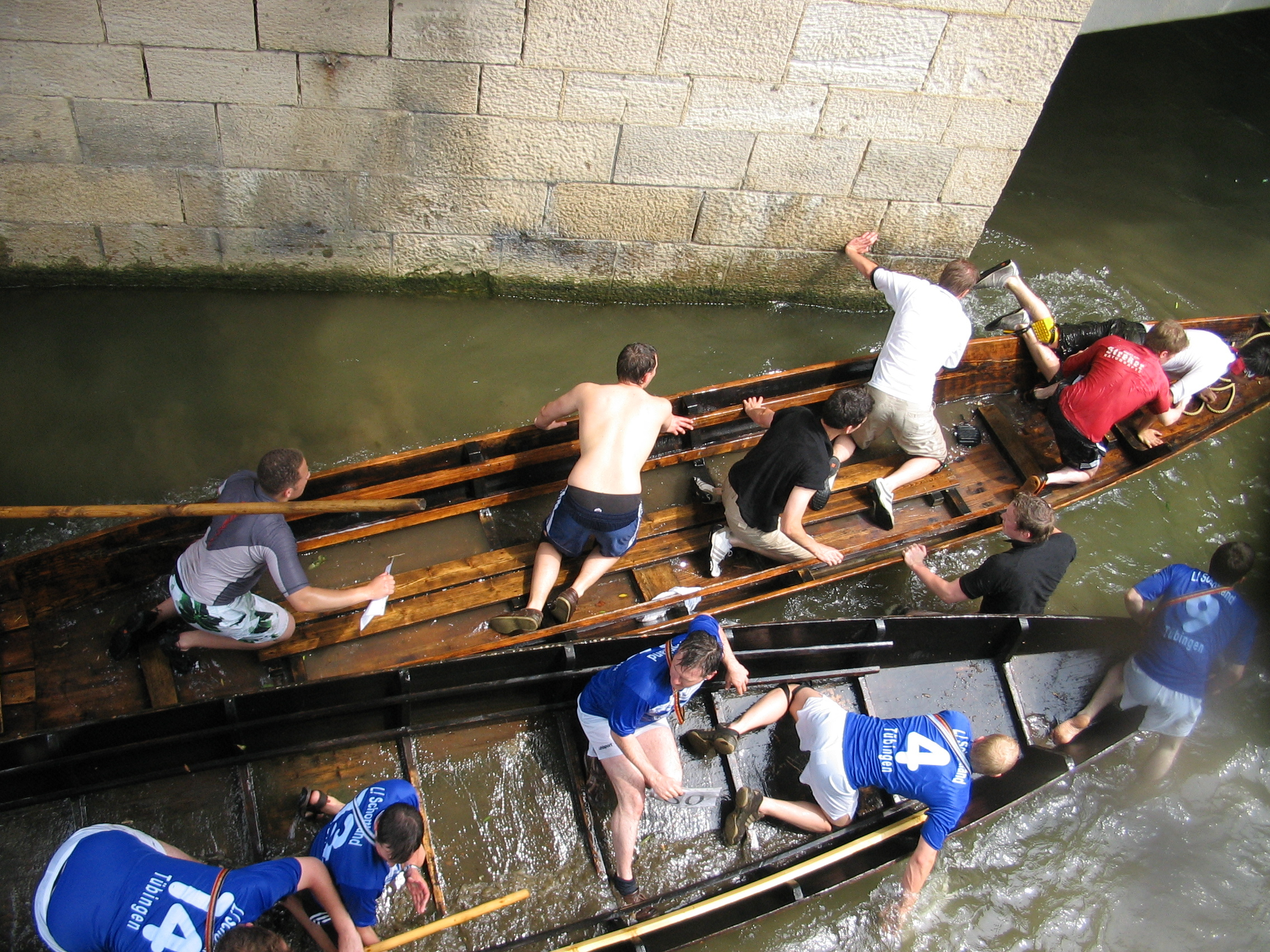
Im Nadelöhr (2006), rechts der Schottenkahn

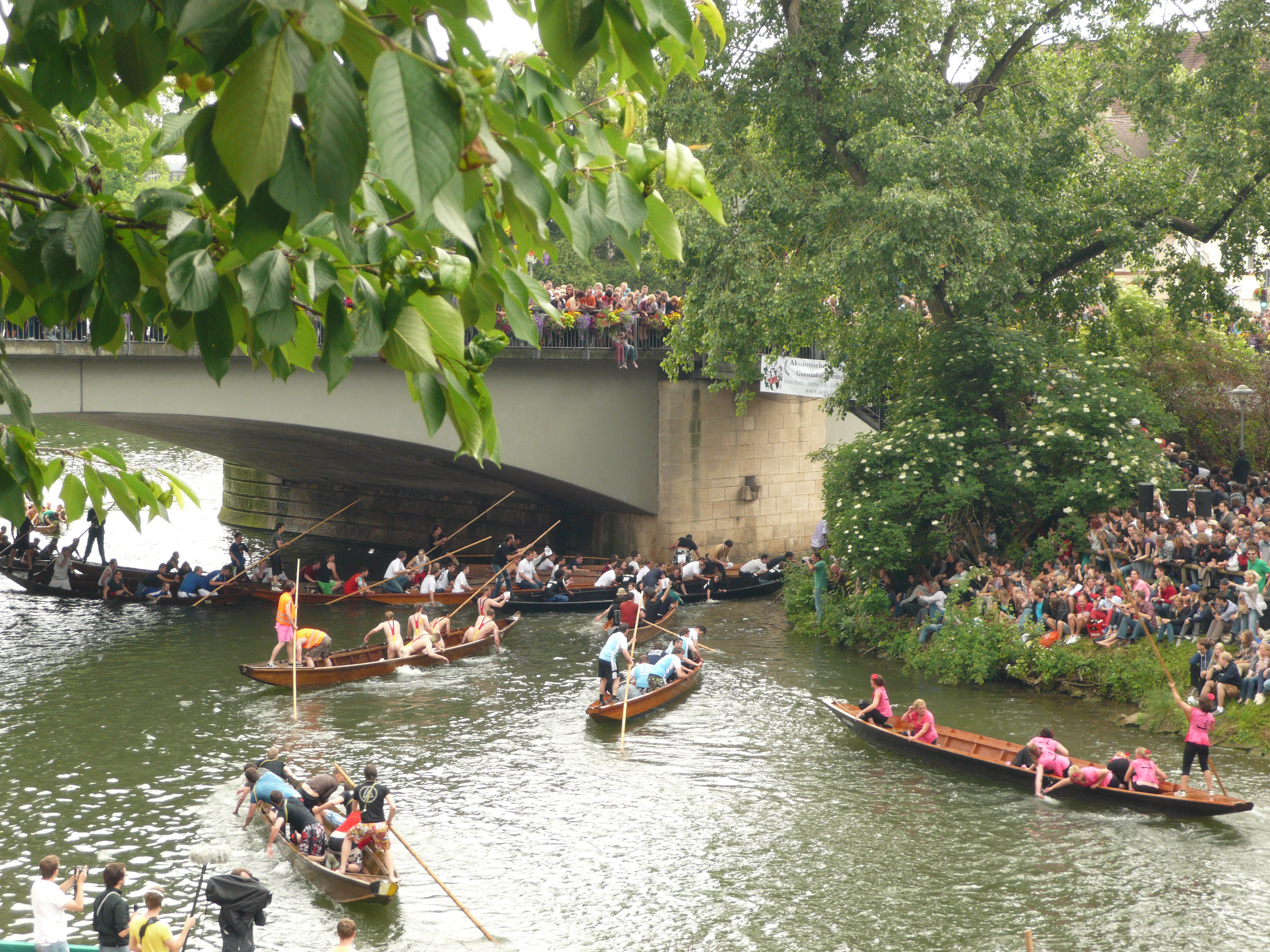
Beim Nadelöhr (2012)

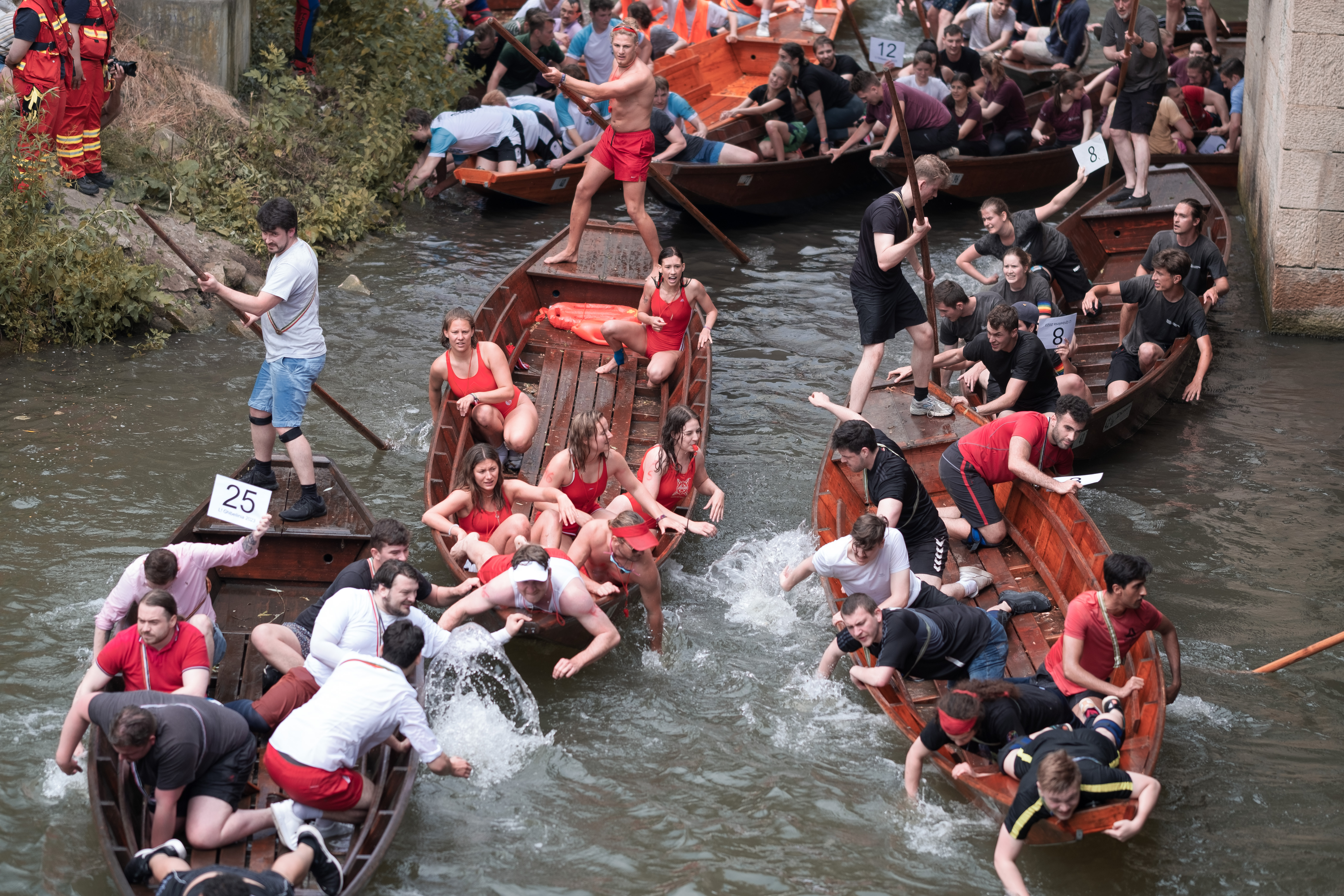
Stocherkahnrennen (2023)

Das Tübinger Stocherkahnrennen ist ein traditionelles Bootsrennen studentischen Ursprungs auf dem Neckar. Als solches handelt es sich um ein lokal bedeutendes und überregional bekanntes touristisches Ereignis. Es findet jährlich – seit einigen Jahren immer am Fronleichnamstag – statt, Teilnehmer sind hauptsächlich lokale studentische Gruppen mit ihren Stocherkähnen. Das Stocherkahnrennen zählt zu den Höhepunkten des universitären Sommersemesters, bei schönem Wetter verfolgen regelmäßig rund 15.000 Zuschauer die Veranstaltung.

## Geschichte und Bedeutung
Das Rennen wurde 1956 von Mitgliedern der Studentenverbindung Tübinger Lichtenstein ins Leben gerufen. Zu diesem Zeitpunkt hat die Verwendung von Stocherkähnen in Tübingen bereits eine lange Tradition. Die erste bildliche Darstellung eines Stocherkahns im Zusammenhang mit Tübingen stammt aus dem 16. Jahrhundert, dargestellt in der Cosmographia Sebastian Münsters. Erste Bildbelege über eine Nutzung von Stocherkähnen zu Vergnügungszwecken durch studentische Verbindungen finden sich schließlich im 19. Jahrhundert.

Das Stocherkahnrennen selbst entwickelte sich aus einer Einweihungsfeier für den neu erworbenen Stocherkahn der Studentenverbindung. Die Lichtensteiner traten mit ihrem Kahn „Bluthund“ (heute Kahn #77) gegen sechs weitere Studentenverbindungen an. Das erste Schiedsgericht stellte die AV Virtembergia, da sie mangels Kahn nicht teilnehmen konnte, seither wird das Rennen regelmäßig durch den Verlierer des Vorjahres organisiert. Bereits in den Anfangszeiten des Wettbewerbs nahmen Mannschaften in Verkleidungen am Stocherkahnrennen teil. Seit 1967 wird daher zusätzlich zum Sieg im Wettrennen ein Preis für die originellste Kostümierung vergeben.

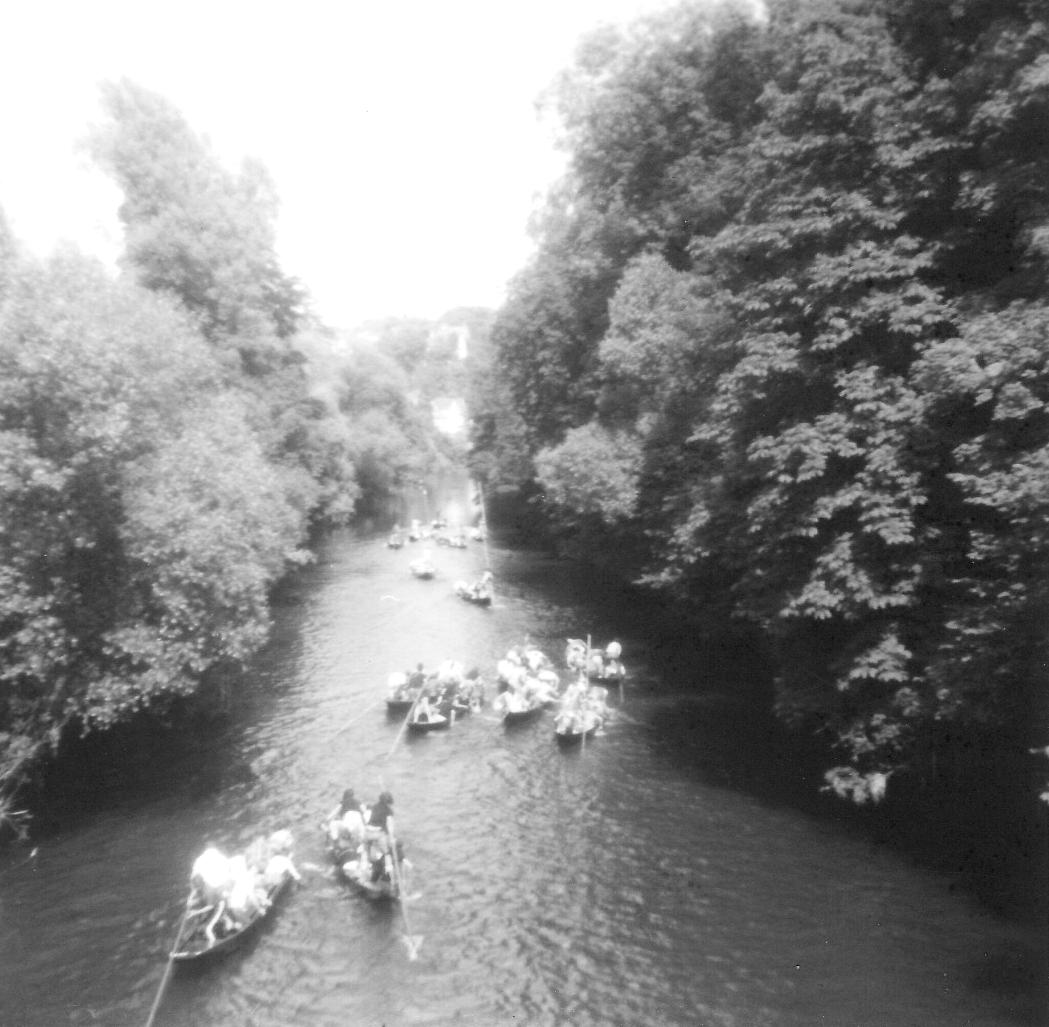
Kurz nach dem Start (1977)
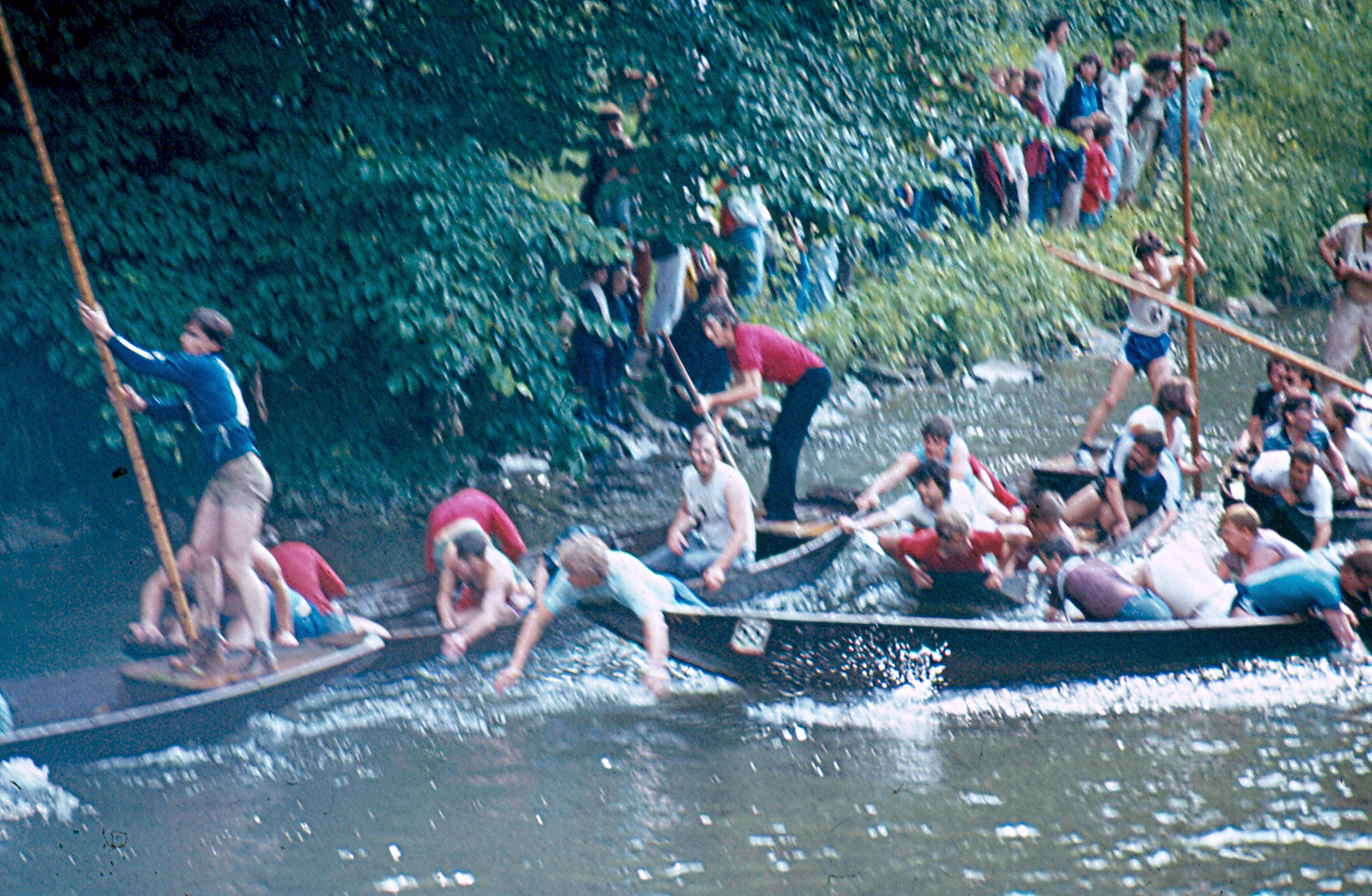
Stocherkahnrennen (1984)
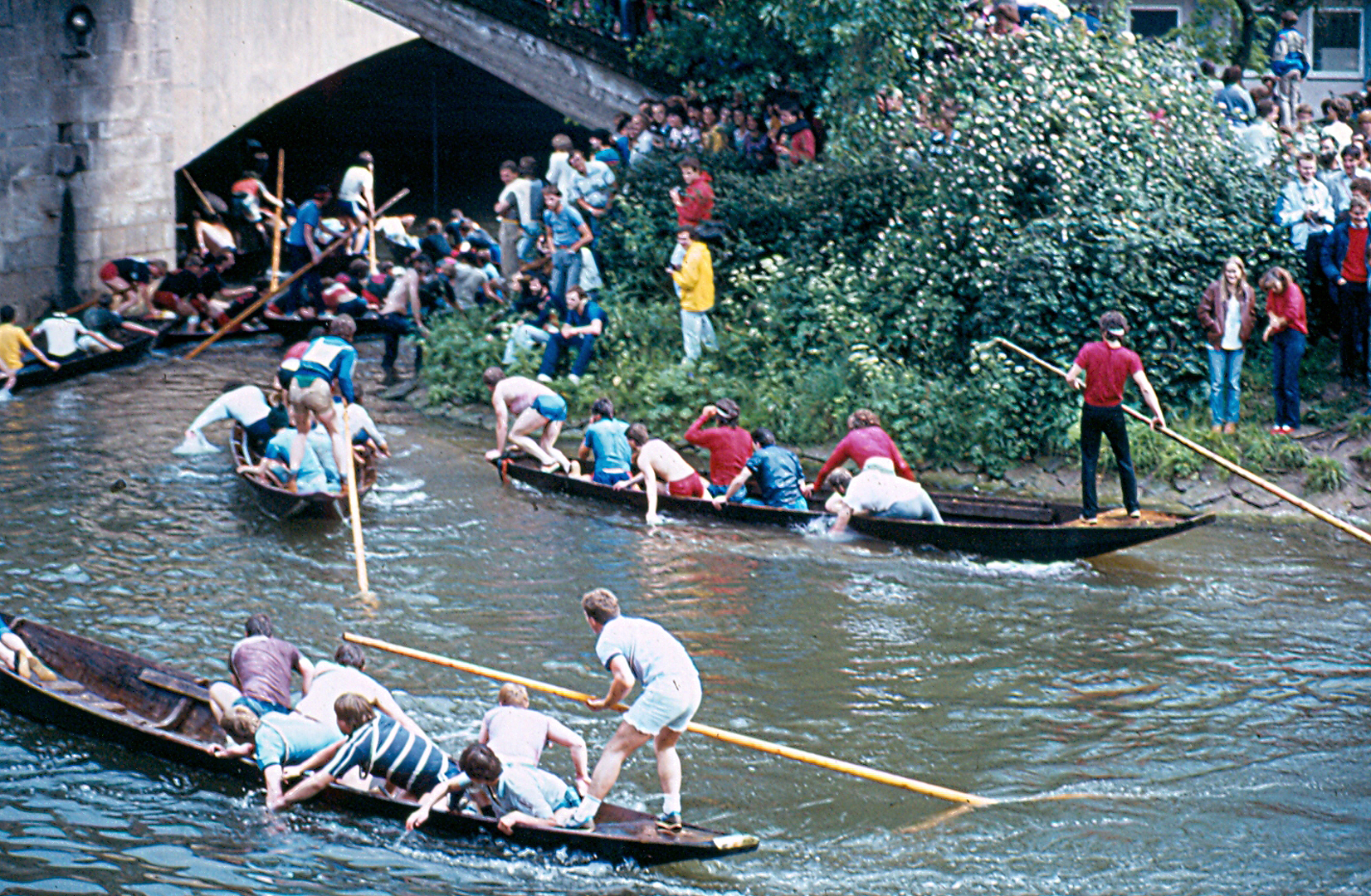
Stocherkahnrennen (1984)

Das Teilnehmerfeld der ursprünglich auf Studentenverbindungen begrenzten Veranstaltung wurde im Laufe der Zeit auch für andere Gruppierungen geöffnet. Inzwischen ist die Veranstaltung fester Bestandteil des städtischen Veranstaltungskalenders und eine touristische Attraktion, die regelmäßig 10.000 Besucher, in der Spitze sogar zwischen 15.000 und 20.000 Besucher zählt.

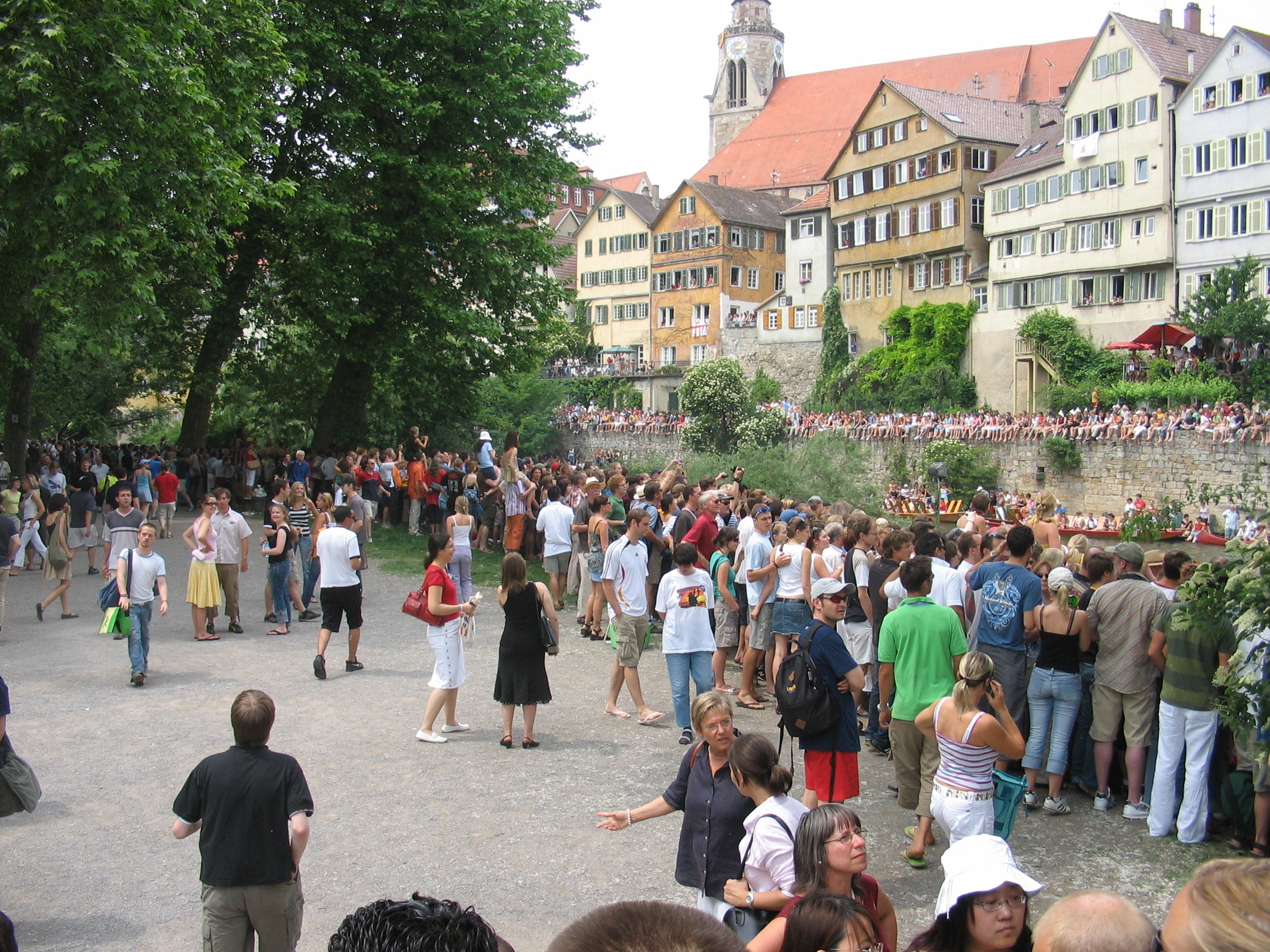
Zuschauer am Neckarufer (2006)
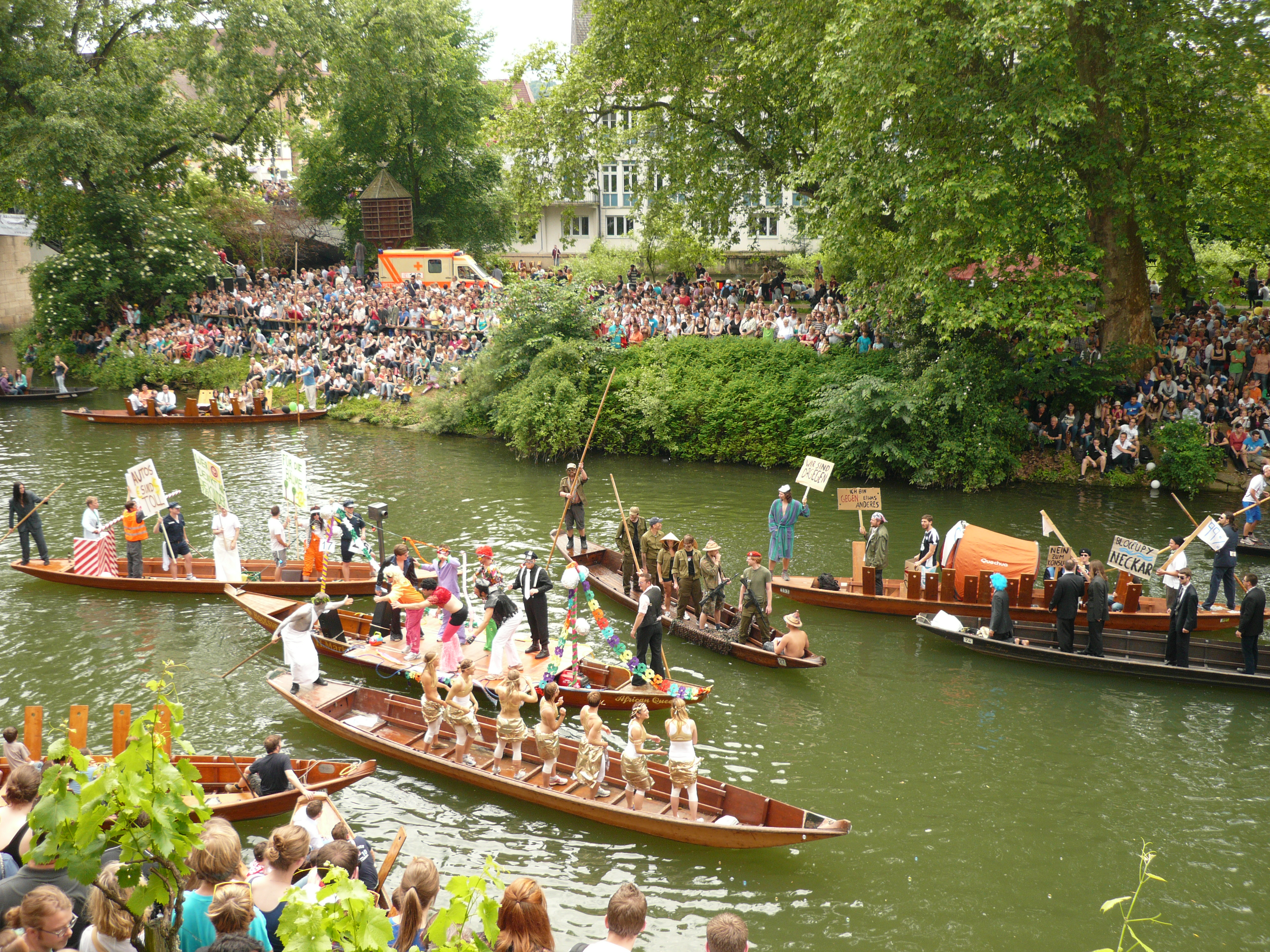
Kostümparade vor dem Rennen mit vielen Zuschauern (2012)
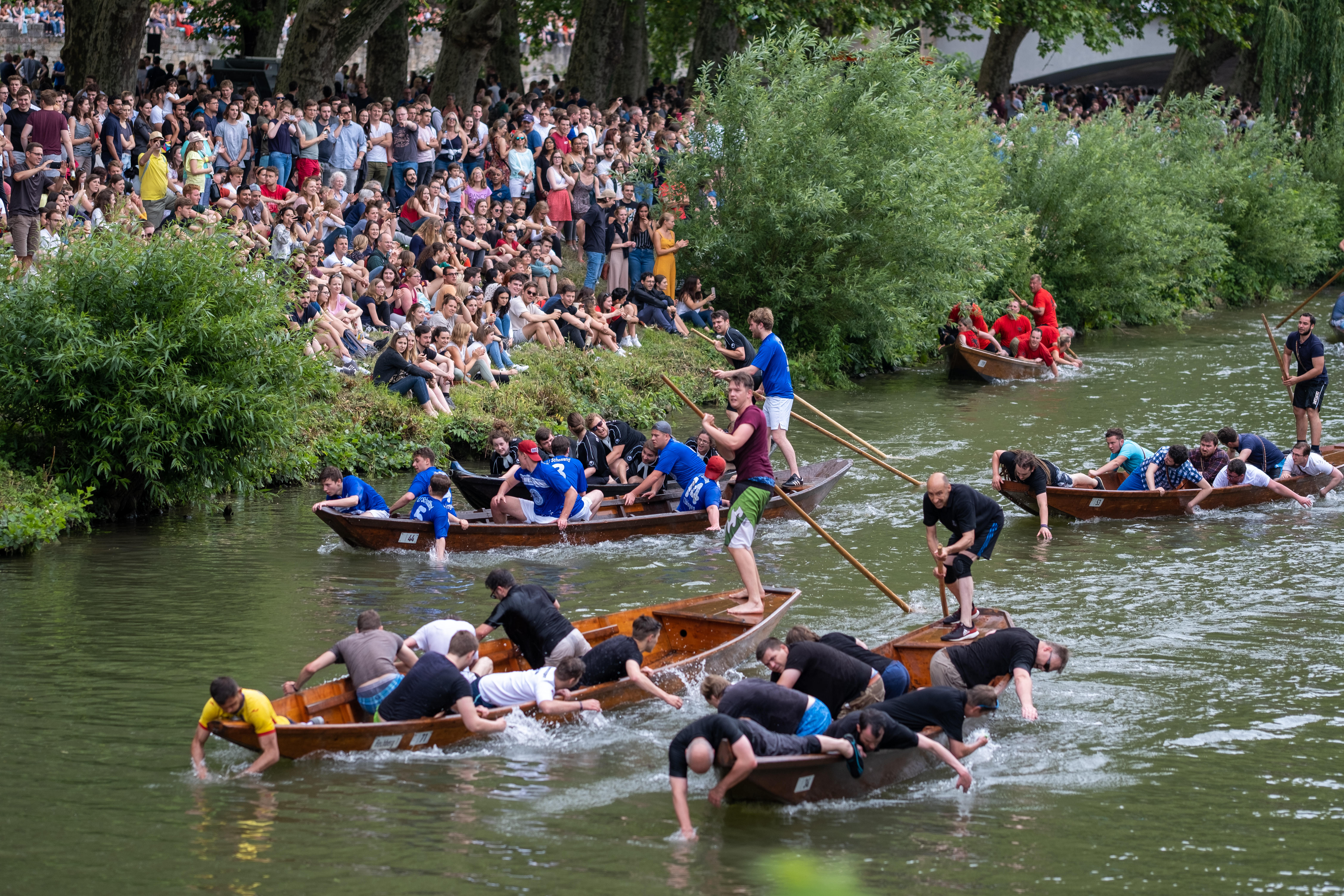
Zuschauer (2019)

### Vergleichbare Traditionen in Großbritannien

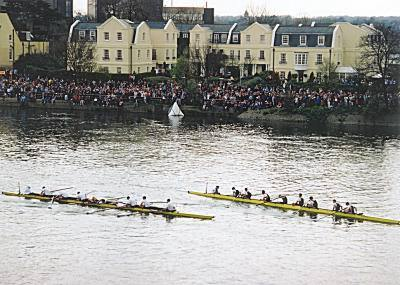
Im Ziel nach dem Boat Race (2002)

Vergleichbare studentische Stocher-Traditionen existieren unter der Bezeichnung „Punting“ (engl.: to punt = staken, stochern) im britischen Oxford und Cambridge.

## Wettkampfbedingungen
Zum Rennen zugelassen sind lediglich unmotorisierte Stocherkähne aus Holz. Eine Mannschaft besteht aus acht Personen inklusive des „Stocherers“, wobei sieben davon versuchen, mit Hilfe der Hände den Kahn weiter zu beschleunigen oder sich der anderen Kähne zu erwehren. Mit Ausnahme der Stocherkahnstange sind Hilfsmittel jedweder Art untersagt. Die Details der Wettkampfbedingungen unterliegen häufigen Änderungen und entsprechen den Vorgaben des Stocherkahngerichts, das sich aus Mitgliedern der ausrichtenden Gruppierung zusammensetzt und jährlich wechselt.

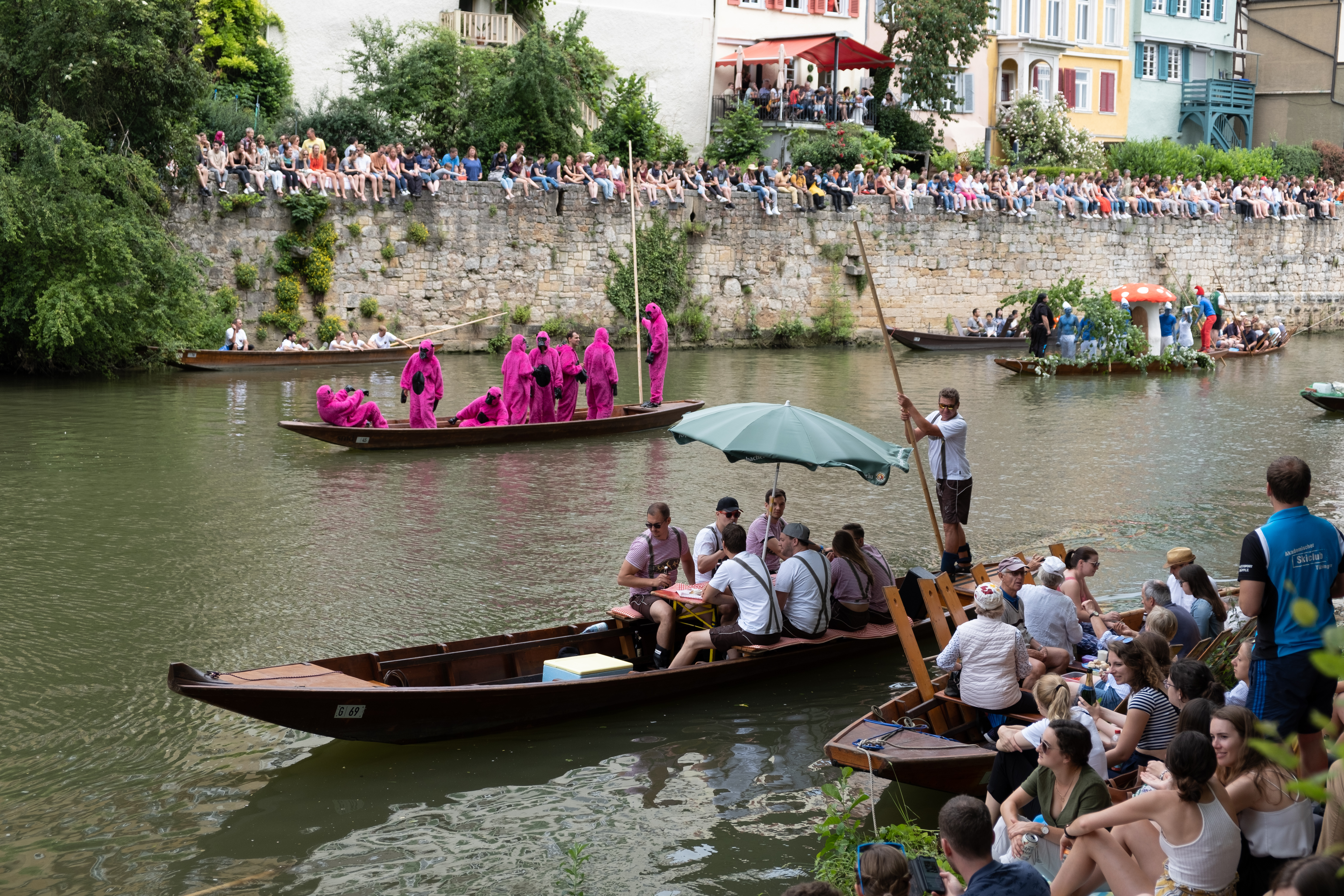
Kostümparade (2019)

Das Stocherkahnrennen beginnt traditionell mit einer Kostümparade aller Stocherkahnmannschaften auf dem Neckar. Die zuletzt rund 50 teilnehmenden Kähne und ihre Mannschaften präsentieren sich dabei den Zuschauern und der Jury des Stocherkahngerichts in selbst gebastelten Verkleidungen. Aus allen Teilnehmern wird von einer Jury der Sieger des Kostümwettbewerbs gekürt, der einen Sonderpreis erhält.

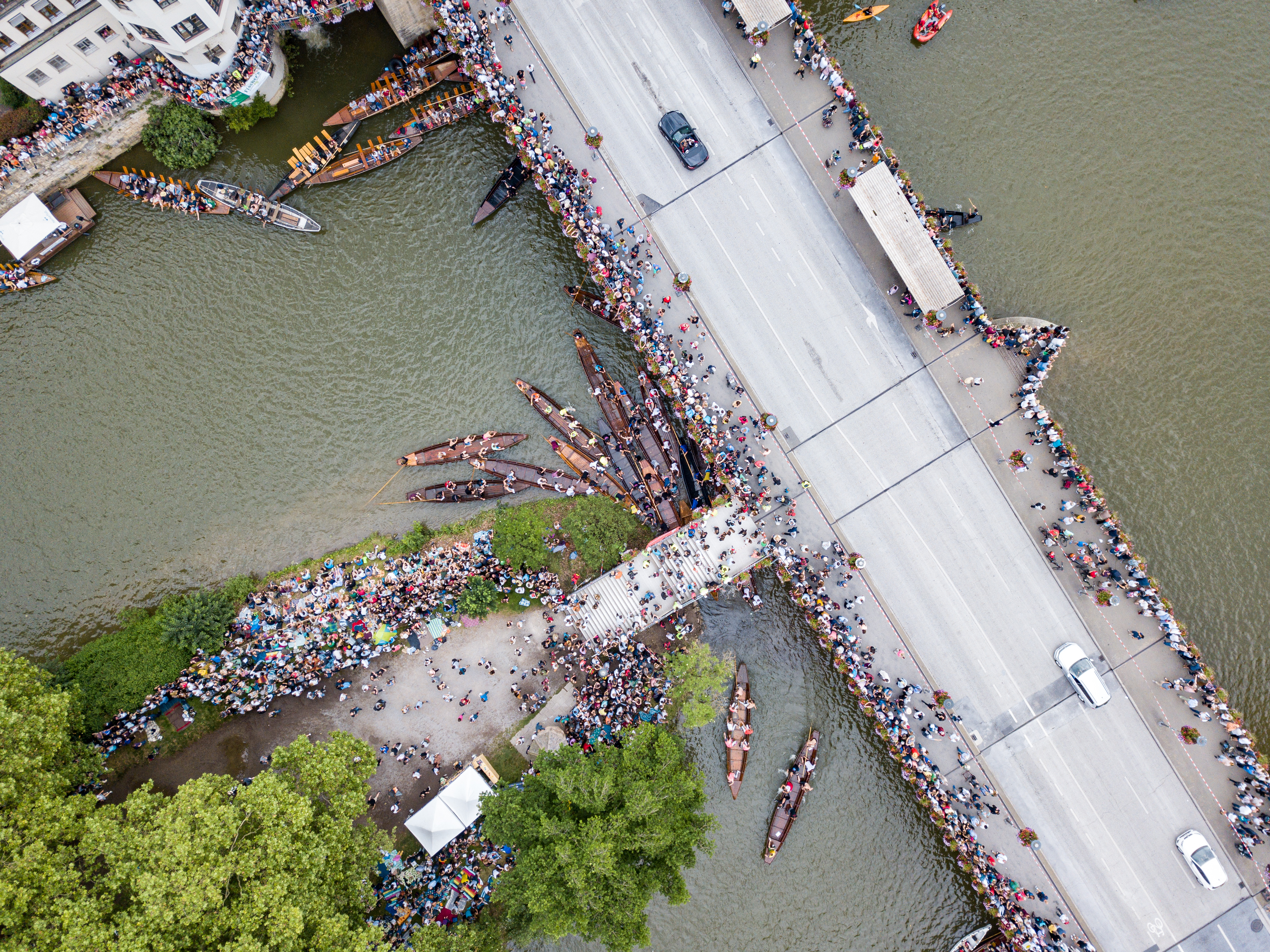
Der Stau am Nadelöhr (2019)

Das anschließende Wettrennen führt um die Tübinger Neckarinsel herum. Die Länge der Wettkampfstrecke beträgt etwa 2,5 km, der Zieleinlauf des Siegers erfolgt nach rund zwanzig Minuten. Startpunkt ist eine Fußgängerbrücke westlich der Insel, von der aus die Insel nördlich umfahren werden muss. Der Wendepunkt befindet sich unmittelbar östlich der Insel, an einem Pfeiler der angrenzenden Neckarbrücke. Statt eines einfachen Wendemanövers muss der Pfeiler jedoch in Form einer Schleife umfahren werden. Der entscheidende Rennabschnitt ist dadurch der als Nadelöhr bezeichnete Zwischenraum zwischen Neckarinsel und Neckarbrücke, da er von jeder Mannschaft zweimal durchfahren werden muss. Er ist regelmäßig Schauplatz von Rangeleien, wenn sich die Stocherwege der an der Spitze liegenden, ausfahrenden Mannschaften mit denen des ebenfalls zur Wende ansetzenden Hauptfeldes kreuzen und sich die Teilnehmer somit gegenseitig blockieren. Nach Absolvierung des Nadelöhrs wird die Neckarinsel stromaufwärts im Süden umfahren, das Ziel befindet sich hinter einer Eisenbahnbrücke an der Westspitze der Insel.

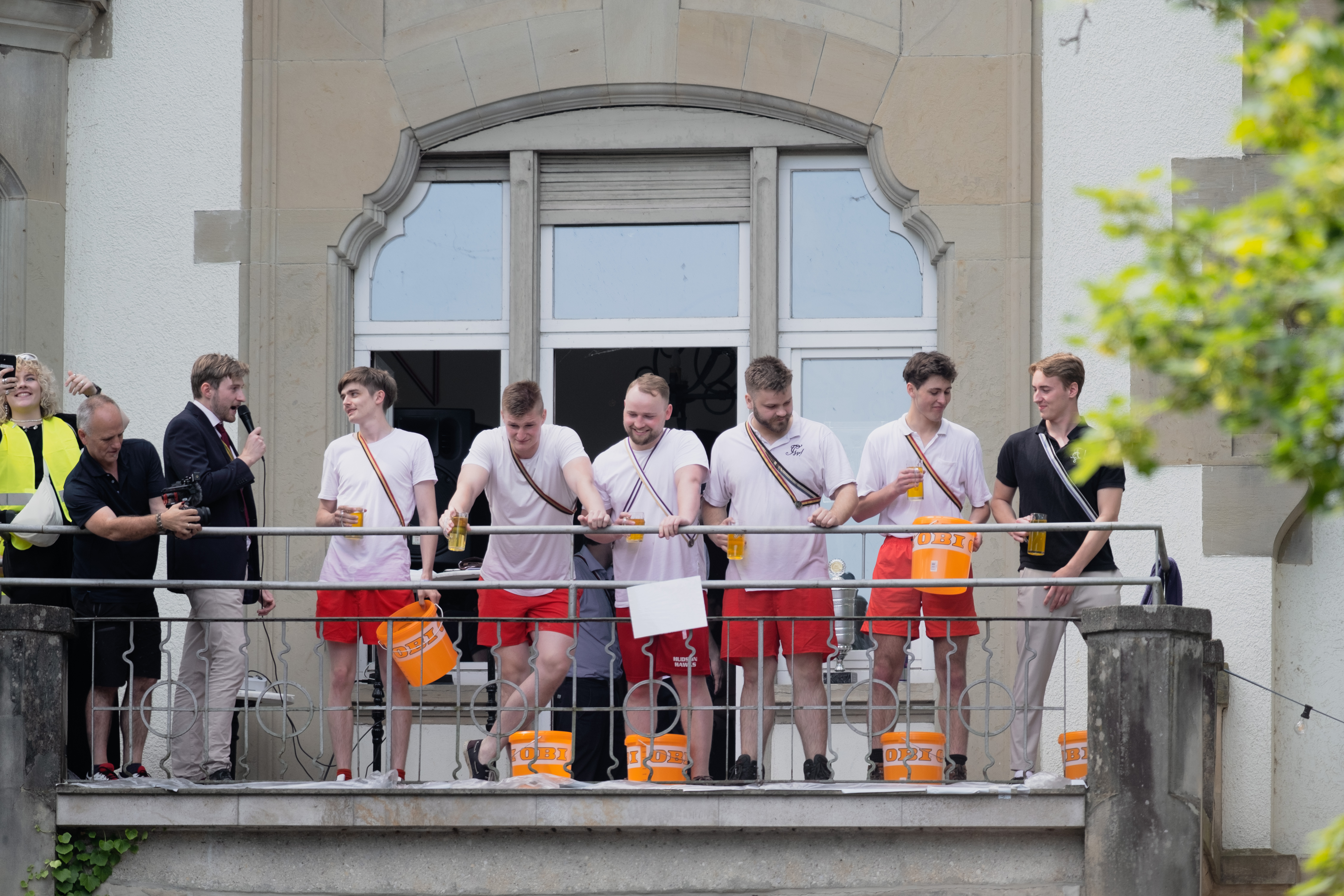
Die Verlierer des Rennens kurz vor dem Lebertrantrinken (2023)

Der Abschluss des Wettbewerbs mit Pokalvergabe und Lebertrantrinken fand früher auf dem sogenannten Bügeleisen, nahe dem Ziel am Westende der Neckarinsel, statt und heute auf einem Floß. Traditionell erhalten die Sieger des Rennens den Wanderpokal zusammen mit einem von der Stadt Tübingen gestifteten Fass Bier und verpflichten sich zur Ausrichtung der abendlichen Siegesfeier. Die Mitglieder des Verliererteams müssen vor den Augen der Zuschauer pro Kopf jeweils einen halben Liter Lebertran austrinken und fungieren üblicherweise im Folgejahr als Veranstalter für das Rennen, was zugleich mit einer einjährigen Auszeit als Teilnehmer verbunden ist. Lebertran gibt es auch für wegen Regelwerksverstößen disqualifizierte Kähne. Ein Spanferkel als Sonderpreis geht an die Mannschaft mit der besten Kostümierung.
Regelmäßig kommt es zu Auseinandersetzungen um die Art und Weise der konkreten Austragung. Da das Reglement im Wortlaut häufig geändert wird, tauchen diesbezüglich immer wieder Unstimmigkeiten auf. So wurden 2003 die Regeln vor dem Rennen derart verschärft, dass nur studentische Gruppierungen zum Rennen zugelassen wurden. Daraufhin wurde dieses Rennen von vielen Stocherkahnfahrern boykottiert und ein weiteres, offenes Rennen im Anschluss ausgetragen. Diese scharfe Trennung wurde im Folgejahr jedoch aufgehoben.

## Resultate
| Ergebnisse des Stocherkahnrennens seit 1956 | Ergebnisse des Stocherkahnrennens seit 1956        | Ergebnisse des Stocherkahnrennens seit 1956                       | Ergebnisse des Stocherkahnrennens seit 1956                                 | Ergebnisse des Stocherkahnrennens seit 1956 |                                                         |
| Jahr                                        | Siegermannschaft                                   | Verlierermannschaft a                                             | Kostümpreis b                                                               | Anzahl Kähne                                | Belege                                                  |
| ------------------------------------------- | -------------------------------------------------- | ----------------------------------------------------------------- | --------------------------------------------------------------------------- | ------------------------------------------- | ------------------------------------------------------- |
| 1956                                        | Tübinger Lichtenstein                              |                                                                   | —                                                                           | 6                                           | [ 17 ]                                                  |
| 1957                                        | Ev. Studentenkreis „Schwaben“                      | Lichtenstein                                                      | —                                                                           | 8                                           | [ 17 ]                                                  |
| 1958                                        | Akademische Verbindung Igel                        |                                                                   | —                                                                           | 9                                           | [ 17 ]                                                  |
| 1959                                        | Akademische Turnverbindung Arminia                 |                                                                   | —                                                                           | 14                                          | [ 17 ]                                                  |
| 1960                                        | Akademische Verbindung Igel                        |                                                                   | —                                                                           | 18                                          | [ 17 ]                                                  |
| 1961                                        | Akademische Turnverbindung Arminia                 | Ev. Studentenkreis „Schwaben“                                     | —                                                                           | 21                                          | [ 17 ]                                                  |
| 1962                                        | Akademische Verbindung Igel                        |                                                                   | —                                                                           | 29                                          | [ 17 ]                                                  |
| 1963                                        | Verbindung Normannia                               | Eberhardina – Markomannia                                         | —                                                                           | 35                                          | [ 17 ]                                                  |
| 1964                                        | Verbindung Normannia                               | AV Guestfalia Tübingen                                            | —                                                                           | 38                                          | [ 17 ]                                                  |
| 1965                                        | Verbindung Normannia                               |                                                                   | —                                                                           |                                             | [ 17 ]                                                  |
| 1966                                        | Akademische Turnverbindung Arminia                 | Christliche Pfadfinder                                            | —                                                                           |                                             | [ 17 ]                                                  |
| 1967                                        | Verbindung Normannia                               |                                                                   | Tübinger Burschenschaft Derendingia                                         | 41                                          | [ 17 ]                                                  |
| 1968                                        | Akademische Turnverbindung Arminia                 | Ghibellinia                                                       | Landsmannschaft Schottland                                                  | 35                                          | [ 17 ]                                                  |
| 1969                                        | Akademische Turnverbindung Arminia                 |                                                                   | Schottland                                                                  | 14                                          | [ 17 ]                                                  |
| 1970                                        | Verbindung Normannia                               |                                                                   | Schottland                                                                  | 23                                          | [ 17 ]                                                  |
| 1971                                        | KStV Rechberg                                      | Cheruskia                                                         | Ghibellinia                                                                 | 22                                          | [ 17 ]                                                  |
| 1972                                        | Verbindung Normannia                               |                                                                   | Königsgesellschaft Roigel                                                   | 14                                          | [ 17 ]                                                  |
| 1973                                        | Verbindung Normannia                               |                                                                   | Roigel                                                                      | 19                                          | [ 17 ]                                                  |
| 1974                                        | Landsmannschaft Ulmia                              | Rechberg                                                          | Roigel                                                                      | 16                                          | [ 17 ]                                                  |
| 1975                                        | Ulmia                                              | Turnerschaft Hohenstaufia                                         | Normannia                                                                   | 13                                          | [ 17 ]                                                  |
| 1976                                        | Verbindung Normannia                               | Arminia                                                           | Roigel                                                                      | 21                                          | [ 17 ]                                                  |
| 1977                                        | K.St.V. Alamannia                                  | Roigel                                                            | Roigel                                                                      | 12                                          | [ 17 ]                                                  |
| 1978                                        | Alamannia                                          |                                                                   | Stochdorphia                                                                | 16                                          | [ 17 ]                                                  |
| 1979                                        | Ulmia                                              | Schottland                                                        | Stochdorphia                                                                | 18                                          | [ 17 ] [ 18 ]                                           |
| 1980                                        | Verein Deutscher Studenten                         | Eberhardina – Markomannia                                         | Roigel                                                                      | 22                                          | [ 17 ]                                                  |
| 1981                                        | Verbindung Normannia                               | Rechberg                                                          |                                                                             | 21                                          | [ 17 ]                                                  |
| 1982                                        | Akademisch-Musische Verbindung Stochdorphia        | Hohenstaufia/Ulmia                                                | Stochdorphia                                                                | 21                                          | [ 17 ]                                                  |
| 1983                                        | AV Virtembergia                                    |                                                                   |                                                                             | 24                                          | [ 17 ]                                                  |
| 1984                                        | Alte Straßburger Burschenschaft Germania           | AV Föhrberg                                                       | Stochdorphia                                                                | 28                                          | [ 17 ]                                                  |
| 1985                                        | Tübinger Burschenschaft Derendingia                | Hohenstaufia                                                      | Studentengemeinschaft Sachsenhaus                                           | 27                                          | [ 17 ]                                                  |
| 1986                                        | Akademische Verbindung Igel                        | Straßburger Burschenschaft Arminia                                |                                                                             | 27                                          | [ 17 ] [ 19 ]                                           |
| 1987                                        | Akademische Verbindung Igel                        | Fachschaft Zahnmedizin                                            | Cheruskia                                                                   | 27                                          | [ 17 ]                                                  |
| 1988                                        | Akademisch-Musische Verbindung Stochdorphia        | Alamannia / Schottland                                            | Akademische Verbindung Laetitia / Roigel                                    | 32                                          | [ 17 ]                                                  |
| 1989                                        | Akademische Verbindung Igel / Team „Brutus“        | Hohenstaufia / Tübinger Wingolf                                   | Laetitia / Roigel                                                           | 35                                          | [ 17 ] [ 20 ]                                           |
| 1990                                        | Team „Iltis“                                       | Rechberg / Sängerschaft Hohentübingen / Team Albrecht-Bengel-Haus | Verein Deutscher Studenten                                                  | 33                                          | [ 17 ]                                                  |
| 1991                                        | Team „Iltis“                                       | Guestfalia                                                        | Roigel                                                                      | 31                                          | [ 17 ]                                                  |
| 1992                                        | Pegasus                                            | Corps Franconia                                                   | Corps Franconia                                                             |                                             | [ 17 ]                                                  |
| 1993                                        | Team „Brutus“                                      |                                                                   |                                                                             | 35                                          | [ 17 ]                                                  |
| 1994                                        | Team „Brutus“                                      | Stochdorphia                                                      | Roigel                                                                      | 36                                          | [ 17 ]                                                  |
| 1995                                        | Team „Brutus“                                      | Palatia                                                           | Roigel                                                                      | 40                                          | [ 17 ]                                                  |
| 1996                                        | Pegasus                                            | Arminia                                                           | Arminia                                                                     | 36                                          | [ 17 ]                                                  |
| 1997                                        | Spleinix                                           | Sängerschaft Hohentübingen                                        | Roigel                                                                      | 42                                          | [ 17 ]                                                  |
| 1998                                        | Stocherkahnverein Tübingen (Kahn „Brutus“)         | Laetitia                                                          | Roigel                                                                      | 38                                          | [ 17 ]                                                  |
| 1999                                        | Sleipnir                                           | Studentenwohnheim Geigerle                                        | Roigel                                                                      | 43                                          | [ 17 ]                                                  |
| 2000                                        | Stocherkahnverein Tübingen (Kahn „Brutus“)         | Germania                                                          | Roigel                                                                      | 46                                          | [ 17 ]                                                  |
| 2001                                        | AV Cheruskia                                       | Corps Borussia                                                    | Roigel                                                                      |                                             |                                                         |
| 2002                                        | Evangelisches Stift Tübingen                       | Straßburger Burschenschaft Arminia                                | Normannia                                                                   |                                             |                                                         |
| 2003 c                                      | Fachschaft Sport                                   | Corps Franconia                                                   | Akademische Gesellschaft Stuttgardia Tübingen                               |                                             | [ 21 ]                                                  |
| 2003 c                                      | Stocherkahnverein Tübingen (Kahn „Brutus“)         | Leibniz Kolleg                                                    | Leibniz Kolleg                                                              |                                             |                                                         |
| 2004                                        | Verbindung Normannia                               | Hohenstaufia                                                      | Akademischer Skiclub Tübingen – ASCT                                        |                                             |                                                         |
| 2005                                        | Stocherkahnverein Tübingen (Kahn „Brutus“)         | Burschenschaft Germania Tübingen                                  | Königsgesellschaft Roigel                                                   |                                             |                                                         |
| 2006                                        | Professorenkahn Claus Hipp                         | Corps Borussia                                                    | Fachschaft Geologie                                                         |                                             | [ 22 ]                                                  |
| 2007                                        | Tübinger Stocherkahnverein                         | Sängerschaft Hohentübingen                                        | Akademische Gesellschaft Stuttgardia Tübingen                               |                                             | [ 23 ] [ 24 ]                                           |
| 2008                                        | Carusos Sänger                                     | Tübinger Wingolf                                                  | Fachschaft Geowissenschaften                                                | 55                                          | [ 25 ]                                                  |
| 2009                                        | Fachschaft Zahnmedizin                             | Verein Deutscher Studenten                                        | Fachschaft Geowissenschaften                                                | 47                                          | [ 26 ] [ 27 ]                                           |
| 2010                                        | Team Oktopus                                       | Alte Straßburger Burschenschaft Germania                          | Team Geowissenschaften 2                                                    | 54                                          | [ 28 ]                                                  |
| 2011                                        | Fachschaft der Sportwissenschaftler                | AV Guestfalia Tübingen                                            | Fachschaft Geowissenschaften                                                | 56                                          | [ 29 ]                                                  |
| 2012                                        | Sportwissenschaftlerinnen                          | Schottland                                                        | Jugendhaus Lustnau                                                          | 54                                          | [ 30 ] [ 31 ]                                           |
| 2013                                        | Fachschaft der Sportwissenschaftler                | Straßburger Burschenschaft Arminia d                              | Fachschaft Geowissenschaften                                                | 55                                          | [ 32 ] [ 33 ]                                           |
| 2014                                        | Akademisch-Musische Verbindung Stochdorphia        | Akademische Verbindung Igel                                       | Fachschaft Geowissenschaften                                                | 57                                          | [ 34 ]                                                  |
| 2015                                        | Ehemaligste Fachschaft Sport                       | Sängerschaft Hohentübingen                                        | Jugendhaus Lustnau                                                          | 47                                          | [ 35 ] [ 36 ] [ 37 ]                                    |
| 2016                                        | Ehemaligste Fachschaft Sport                       | Corps Borussia                                                    | Fachschaft Geowissenschaften                                                | 52                                          | [ 38 ] [ 39 ] [ 40 ] [ 41 ]                             |
| 2017                                        | Akademische Turnverbindung Arminia                 | Alte Straßburger Burschenschaft Germania                          | Fachschaft Geowissenschaften                                                | 53                                          | [ 42 ] [ 43 ] [ 44 ] [ 45 ]                             |
| 2018                                        | Team Orang Ukahn                                   | Verein Deutscher Studenten                                        | Fachschaft Umweltnatur- und Geowissenschaften                               | 56                                          | [ 46 ] [ 47 ]                                           |
| 2019                                        | Nicaria                                            | AV Guestfalia                                                     | Fachschaft Umweltnatur- und Geowissenschaften                               | 53                                          | [ 48 ]                                                  |
| 2020 – 2021 e                               |                                                    |                                                                   |                                                                             |                                             | [ 49 ]                                                  |
| 2022                                        | Nicaria                                            | Landsmannschaft Ghibellinia                                       | Fachschaft Umweltnatur- und Geowissenschaften                               | 43                                          | [ 50 ] [ 49 ]                                           |
| 2023                                        | Akademische Turnverbindung Arminia                 | Turnerschaft Hohenstaufia                                         | Fachschaft Umweltnatur- und Geowissenschaften/Akademischer Skiclub Tübingen | 46                                          | [ 51 ] [ 52 ] [ 53 ] [ 54 ] [ 55 ] [ 56 ] [ 57 ] [ 58 ] |
| 2024                                        | Team Orang Ukahn                                   | Alte Turnerschaft Palatia                                         | Akademischer Skiclub Tübingen                                               | 43                                          | [ 59 ] [ 60 ] [ 61 ] [ 62 ] [ 63 ] [ 64 ] [ 65 ] [ 66 ] |
| 2025                                        | Akademische Turnverbindung Arminia (ATV Arminia 1) | Alte Straßburger Burschenschaft Germania                          | Akademischer Skiclub Tübingen                                               | 47                                          | [ 67 ]                                                  |

Weitere Quellen: Tübinger Blätter, Schwäbisches Tagblatt.

## Sonstige Rezeption
- Lutz Rathenow: Kapitalismus mit Tübinger Antlitz. In: Jahrhundert der Blicke. Neue Gedichte. Landpresse Verlag, 1997, ISBN 978-3-930137-56-5.
- Franz Moser: Tübinger Stocherkahnrennen (Würfelspiel). Verlag Schwäbisches Tagblatt, Tübingen 2001, ISBN 978-3-87407-374-5.